# 日本法令索引
日本法令索引（にほんほうれいさくいん）とは、国立国会図書館が運営する、日本の法令に関するデータベースを提供するウェブサイトである。

## 概要
- 明治19年2月の公文式施行以後の法令と、帝国議会及び国会に提出された法案を検索することができる。また、法令の改廃経過や法案の審議経過等も参照できる[1]。
- 「日本法令索引〔明治前期編〕」では、慶応3年10月の大政奉還から明治19年2月の公文式施行に至るまでに制定された法令の制定・改廃経過等が検索できる[2]。
- 類似のウェブサイトとしては、デジタル庁が運営する「e-Gov法令検索」があるが、e-Gov法令検索では法令の内容（本文）を参照できるのに対して[3]、「日本法令索引」は、索引機能に特化しており直接法令の内容（本文）を参照はできない。可能な場合、e-Gov法令検索、衆議院の制定法律等にリンクされている。